# Pierluigi Collina
Pierluigi Collina, né le 13 février 1960 à Bologne en Italie, est un arbitre international italien de football.
Considéré comme le meilleur arbitre de football au monde, Collina connaît une forte médiatisation jusqu'à sa retraite sportive en août 2005. Il est par ailleurs conseiller financier.

## Biographie

### Jeunesse et débuts d'arbitre
Pendant son adolescence, Pierluigi Collina joue au football comme défenseur dans une équipe locale, mais est poussé en 1977 à suivre une formation à l'arbitrage, pendant laquelle sont découvertes ses aptitudes à cet exercice. En trois ans, il parvint à arbitrer au plus haut niveau régional, passant à la même époque son service militaire. À l'âge de 24 ans, alors qu’il arbitre au plus haut niveau amateur en Italie, il contracte une forme sévère d'alopécie (Alopecia universalis), lui faisant perdre définitivement tous ses cheveux et ses poils en l'espace de 10 jours. Cet épisode lui fait gagner le surnom de Kojak. Dans une interview à France Football en 2013, il explique qu'il y a eu un long débat autour de lui car « on considérait que l'image d'un arbitre sans cheveux n'était pas une image adéquate pour le Calcio à cette époque-là ». Espérant que sa maladie cesse, les instances italiennes ne le font pas arbitrer pendant trois mois craignant la réaction des spectateurs. Mais après un essai et devant l'indifférence des gens, il est réautorisé à arbitrer. Plusieurs années plus tard, Collina déclara que « convaincre qu'un arbitre chauve pouvait bien diriger un match fut une belle victoire ». En parallèle, il fait ses études à l'université de Bologne, obtenant un diplôme d'économie en 1984.
En 1988, Collina est promu à la troisième division (Serie C1 et Serie C2) après un temps relativement court, et au bout de trois nouvelles saisons, il est autorisé à officier lors des matchs de Serie B et de Serie A.

### Arbitre international
En 1995, après avoir arbitré 43 matchs de Serie A, Collina est placé sur la liste des arbitres de la FIFA. Il commence sa carrière internationale en arbitrant un match de Coupe Intertoto le 15 juillet 1995. Il arbitre ensuite quatre matchs des Jeux olympiques 1996, dont la finale entre l'Argentine et le Nigeria. Il arbitre également la finale de la Ligue des champions 1999, connue pour son renversement de situation dans le temps additionnel, qui se termine par la victoire sur le fil de Manchester United sur le Bayern Munich (2-1). Collina dit « avoir revu ce match un nombre incalculable de fois » et craignait d'aller en prolongation alors qu'il avait jusque-là bien géré la rencontre mais le but d'Ole Gunnar Solskjær à la 90+3e minute scella le score.
Le 14 mai 2000, dernière journée de Serie A, il décide de faire reprendre Juventus-Pérouse, match décisif pour le Scudetto, après une interruption de plus d'une heure due à un énorme orage qui avait rendu la pelouse à la limite du praticable. En tête du championnat au coup d'envoi, la Juventus s'incline finalement 1-0 et laisse le titre à la Lazio. Cette décision lui sera beaucoup reprochée, notamment dans le camp turinois.
En 2002, Pierluigi Collina atteint l'apogée de sa carrière en arbitrant la finale de la Coupe du monde entre le Brésil et l'Allemagne. Au terme de la rencontre, il parvient à récupérer le ballon de finale ainsi que les maillots de Ronaldo (double buteur) et Dietmar Hamann. Par la suite, il arbitre d'autres grands matchs comme le quart-de-finale de Ligue des Champions 2003 entre Manchester United et le Real Madrid (4-3) où il reçoit les félicitations d'Alex Ferguson (malgré son élimination) qui lui offre le maillot de David Beckham. Il est également l'arbitre de la finale de la Coupe UEFA 2003-2004 entre Valence et Marseille, au cours de laquelle il expulse Fabien Barthez. Sévèrement critiqué par le gardien français durant l'après-match, Collina a pourtant respecté le règlement à la lettre.

### Retraite et reconversion
L'Euro 2004 est son dernier tournoi majeur puisqu'il atteint au début de 2005 l'âge obligatoire de la retraite fixé à 45 ans pour les arbitres internationaux. La fédération italienne fait passer cet âge obligatoire à 46 ans pour permettre à Collina d'officier une saison de plus. Mais il entre en conflit avec sa fédération, à la suite de sa décision de signer un contrat de sponsoring juteux avec Opel dès le début de la saison. Opel étant également le sponsor du Milan AC, cet accord est perçu comme un conflit d'intérêts majeur et Collina est empêché d'arbitrer les matchs de prestige en Italie. Comme réponse, il présente sa démission, mettant ainsi un terme à sa carrière d'arbitre.
Le 28 décembre 2006, il accepte un poste de consultant pour l'association des arbitres italiens.
De 2010 à août 2018, il est le responsable en chef de l'arbitrage à l'UEFA. Son rôle consiste à désigner les arbitres pour l'Euro, la Ligue des champions, la Ligue Europa, l'Euro Espoirs et assurer leur préparation.

## Style et notoriété
Considéré comme l'un des meilleurs arbitres au monde et le meilleur de sa génération, Pierluigi Collina s'est distingué par ses qualités mais aussi par son caractère sur le terrain. Tout d'abord, son apparence physique captivante (un crâne brillant avec des yeux exorbités) a renforcé son autorité naturelle qu'il affirmait sur le terrain. Forgée dès le plus jeune âge, l'autorité de Collina s’exerçait même sur les plus grands joueurs. Capable de s'interposer de façon virulente dans un conflit comme entre Tomáš Řepka et Edgar Davids, il savait aussi assurer une communication et une proximité précieuse avec les footballeurs.
Son charisme, sa poigne et sa théâtralité sur les terrains ont marqué le monde de l’arbitrage à tel point que les médias ont souvent réclamé un successeur de sa trempe. L'absence d'erreur notable dans sa carrière et son expérience ont façonné le respect de ses pairs et du monde du football en général, à son égard. Depuis Collina, presque aucun arbitre n'a pu reproduire et s'attirer cette admiration unanime envers lui. Au fil des années, il est devenu une véritable « star » du sifflet et reste probablement la seule qu'ait eue la profession jusqu'à aujourd'hui.
Son portrait dessiné brandissant un carton rouge est le logo du site de streaming illégal RojaDirecta, fermé en 2017.

## Positions
Depuis sa retraite et grâce au poste qu'il occupe à l'UEFA, Pierluigi Collina exprime son opinion et participe à la modernisation de l'arbitrage tout en pointant du doigt ses défaillances. Selon lui, il y a trop de pression sur les arbitres. « Souvent, l'arbitrage est un alibi pour justifier une défaite » déplore l'Italien. Mais il se montre contre le fait que les arbitres viennent parler aux médias après un match pour se défendre ou justifier leurs décisions : « Les arbitres doivent parler sur le terrain ».
Concernant l'arbitrage vidéo, il n'y est pas opposé mais préfère l'arbitrage à cinq (instauré par Michel Platini) dont il se félicite des résultats. Il est aussi favorable à l'instauration d'un carton blanc (exclusion temporaire). Enfin, il considère que la limite d'âge pour les arbitres, fixée par la FIFA, qui est de 45 ans et qu’il a été obligé de suivre, est inadaptée. Pour lui, c'est l'âge biologique et la condition physique qui devraient être pris en compte pour juger si l’arbitre est en mesure de continuer ou pas.

## Activités hors du football

### Consultant et conférencier
Jusqu'en 2002, il continue ses activités de consultant financier. Ensuite, il commence à donner des conférences pour des entreprises, où il aborde divers thèmes comme la pression à supporter ou les décisions à prendre, grâce à son passé d'arbitre. Il s'agit de sa principale activité aujourd'hui avec son travail à l'UEFA.
En 2004, il reçoit un diplôme honorifique de doctorat en sciences décerné par l'université de Hull en Angleterre pour « sa contribution au monde du sport ».

### Basketball
Bien que Collina soit clairement identifié au football, son sport favori est le basketball. Il est un supporter de longue date de Fortitudo Bologne, qui évolue en LegA, le plus haut niveau du championnat italien et sur la scène européenne.

### Matches de charité
Pierluigi Collina reprend parfois le sifflet pour arbitrer des rencontres de charité comme le Match contre la Pauvreté (Match against Poverty), organisé dans le cadre du Programme des Nations unies pour le développement (PNUD), un organisme de l'ONU, qui réunit des grands noms du football comme Zinédine Zidane et Ronaldo et dont les fonds récoltés financent des projets de lutte contre la pauvreté à travers le monde.

### Salaire
Au sommet de sa carrière, Collina gagnait environ 160 000 € par an en Italie et 50 000 € (en brut) comme arbitre international.

### Autobiographie
En 2003, il publie son autobiographie Le Mie Regole del Gioco qui sera traduite en anglais (My Rules of the Game) et en français (Mes règles du jeu). Dans ce livre, il revient sur sa préparation, ses méthodes et la façon dont il aborde les matchs. Il porte également son avis sur l'arbitrage et son environnement. Il révèle que son joueur préféré est David Beckham.

### Publicités
Durant et après sa carrière, Pierluigi Collina a tourné dans plusieurs publicités pour différentes marques : Adidas, MasterCard, Vauxhall, Opel, Pivara MB (marque de bière serbe), Aria (opérateur téléphonique turc) ou encore pour des mets japonais (Takoyaki).

### Jeux vidéo
Il est choisi pour être la figure de couverture sur la jaquette du jeu vidéo populaire Pro Evolution Soccer 3, sorti en octobre 2003 (et par la suite Pro Evolution Soccer 4 aux côtés de Francesco Totti et Thierry Henry) où il apparaît en gros plan, sifflet à la bouche avec sa signature. Ce qui est un fait inhabituel puisque, d'habitude, les jaquettes de jeux de football étaient réservés aux joueurs vedettes. Il est, à ce jour, le seul arbitre à être apparu en tête d'affiche sur une couverture d'un jeu vidéo de football. En outre, il est également présent comme un arbitre à « débloquer » dans le jeu rival FIFA Football 2005.

## Vie privée
Pierluigi Collina rencontre sa future femme Gianna en 1988 à Versilia en Toscane. Après avoir vécu plusieurs années ensemble, ils déménagent et se marient dans la ville de Viareggio. Depuis leur mariage, le couple a eu deux filles : Francesca Romana et Carolina.

## Distinctions personnelles
- Meilleur arbitre de l'année décerné par l'IFFHS (International Federation of Football History & Statistics) en 1998, 1999, 2000, 2001, 2002 et 2003 (record)[19].
- Meilleur arbitre de l’histoire du football selon un classement de l'IFFHS en janvier 2010[20].
- Meilleur arbitre de l'année de Serie A en 1997, 1998, 2000, 2002, 2003, 2004 et 2005[21].
- Meilleur arbitre de football de ces 25 dernières années en 2011 par Gentside Sport[22].
- Hall of Fame du football italien : 2011[23].
- Meilleur arbitre au monde selon France Football 2020

## Décoration
- Commandeur de l'ordre du Mérite de la République italienne‎ (07 juillet 2003)[24]